# این عشق رو بکش (ترانه)
«این عشق رو بکش» (انگلیسی: Kill This Love) ترانه‌ای از گروه دخترانهٔ کره‌ای بلک‌پینک است. این ترانه در ۴ آوریل ۲۰۱۹ توسط وای‌جی و اینترسکوپ، به عنوان تک‌آهنگ لید دومین ئی‌پی کره‌ای‌زبان گروه با همین نام، منتشر شد. ترانه‌سرایی «این عشق رو بکش»، بر عهدهٔ تدی پارک و بکو بوم بوده‌است و این دو نفر تهیه‌کنندگی آن را به همراه آر. تی و ۲۴ انجام داده‌اند. این تک‌آهنگ به عنوان یک آهنگ الکتروپاپ، که متن آن دربارهٔ تصمیم دختران برای پایان دادن به یک رابطهٔ سمی است، توصیف شده‌است. ورژن ژاپنی این ترانه در ۱۶ اکتبر ۲۰۱۹ منتشر شد.

## افتخارات
| سال  | مراسم جوایز                    | جایزه                              | نتیجه    | منابع |
| ---- | ------------------------------ | ---------------------------------- | -------- | ----- |
| ۲۰۱۹ | جوایز برک‌تودو                  | موزیک ویدئوی بین‌المللی سال         | برنده    | [ ۱ ] |
| ۲۰۱۹ | جوایز برک‌تودو                  | بوم ویدئوی سال                     | برنده    | [ ۱ ] |
| ۲۰۱۹ | جوایز موسیقی ملون              | بهترین ترک رپ/هیپ هاپ              | نامزدشده | [ ۲ ] |
| ۲۰۱۹ | جوایز موسیقی آسیایی ام‌نت       | آهنگ سال                           | نامزدشده | [ ۳ ] |
| ۲۰۱۹ | جوایز موسیقی آسیایی ام‌نت       | بهترین دنس پرفورمنس – گروه دخترانه | نامزدشده | [ ۳ ] |
| ۲۰۱۹ | جوایز ویدئو موسیقی ام‌تی‌وی ۲۰۱۹ | بهترین کی-پاپ                      | نامزدشده | [ ۴ ] |
| ۲۰۱۹ | جوایز برگزیده مردم             | موزیک ویدئوی سال ۲۰۱۹              | برنده    | [ ۵ ] |
| ۲۰۲۰ | جوایز موسیقی جدول گائون        | آهنگ سال – آوریل                   | نامزدشده | [ ۶ ] |
| ۲۰۲۰ | جوایز گلدن دیسک                | بهترین آهنگ دیجیتال (بونسانگ)      | نامزدشده | [ ۷ ] |
| ۲۰۲۰ | جوایز موسیقی آی‌هارت‌رادیو       | موزیک ویدئوی کوریوگرافی مورد علاقه | برنده    | [ ۸ ] |
| ۲۰۲۰ | جوایز موسیقی آی‌هارت‌رادیو       | بهترین موزیک ویدئو                 | نامزدشده | [ ۹ ] |

| برنامه    | تاریخ (در کل ۲) | منابع  |
| --------- | --------------- | ------ |
| اینکیگایو | ۲۱ آوریل ۲۰۱۹   | [ ۱۰ ] |
| اینکیگایو | ۲۶ مه ۲۰۱۹      | [ ۱۱ ] |

## تاریخچهٔ انتشار
| منطقه               | تاریخ         | قالب                  | ناشر                    | منابع                |
| ------------------- | ------------- | --------------------- | ----------------------- | -------------------- |
| مختلف               | ۴ آوریل ۲۰۱۹  | دانلود دیجیتال استریم | وای‌جی اینترسکوپ پالی‌دور | [ ۱۲ ] [ ۱۳ ] [ ۱۴ ] |
| ایتالیا             | ۱۹ آوریل ۲۰۱۹ | سی‌اچ‌آر                | یونیورسال               | [ ۱۵ ]               |
| ایالات متحده آمریکا | ۷ مه ۲۰۱۹     | سی‌اچ‌آر                | اینترسکوپ               | [ ۱۶ ]               |
| ژاپن                | ۲۸ اکتبر ۲۰۱۹ | دانلود دیجیتال استریم | اینترسکوپ               | [ ۱۷ ]               |